# 南諸縣郡
南諸縣郡（日语：〔〕／ Minamimorokata gun */?）是過去位于日本鹿兒島縣東北部的一個郡；1883年重新從鹿兒島縣中分出宮崎縣時，諸縣郡被分成兩部份，位於鹿兒島縣的內部分成為南諸縣郡，已於1897年4月1日與東囎唹郡合併為囎唹郡。
合併前的轄區包括：
- 東志布志村（現已併入志布志市）
- 西志布志村（現已併入志布志市）
- 月野村（現已併入曾於市）
- 松山村（現已併入志布志市）
- 大崎村（現已改制為大崎町）
- 野方村（現已廢除，被併入大崎町、曾於市、志布志市）